# Ammianus Marcellinus

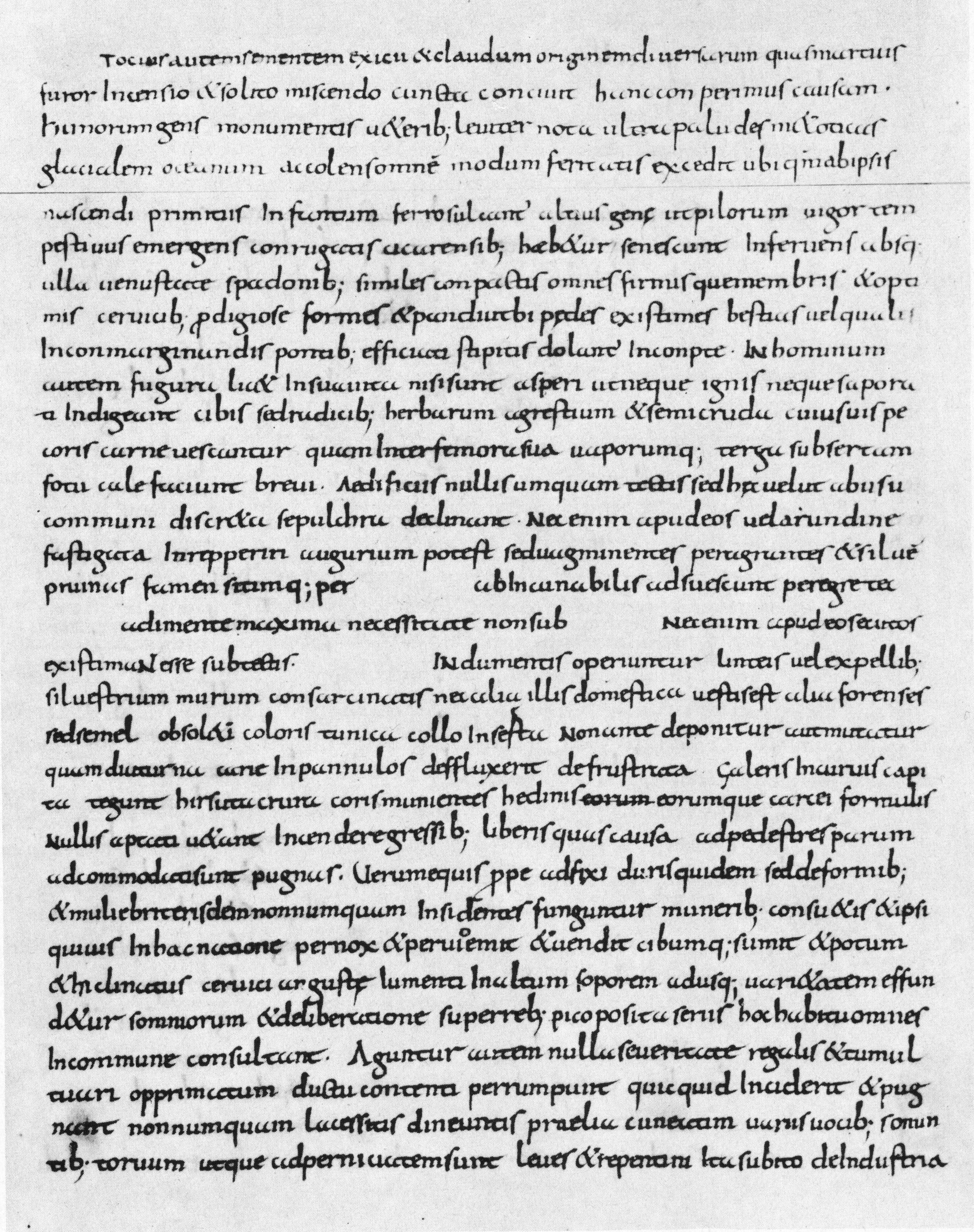
Ammianus Marcellinus, Res gestae 31,2 in der Handschrift Rom, Biblioteca Apostolica Vaticana, Vaticanus lat. 1873 (9. Jahrhundert)

Ammianus Marcellinus (* um 330 vermutlich in Antiochia am Orontes, Syria; † um 395 [spätestens um 400] wahrscheinlich in Rom) war ein römischer Historiker. Er ist neben Prokopios von Caesarea der bedeutendste spätantike Geschichtsschreiber und schrieb in lateinischer Sprache, obwohl seine Muttersprache Griechisch war. Seine Res gestae sind das letzte klassizistische lateinische Geschichtswerk der Antike, das zu großen Teilen überliefert ist. Die erhaltenen Abschnitte behandeln die Jahre von 353 bis 378 und beschreiben die Zeit unmittelbar vor Beginn der Völkerwanderung, in der sich die antike Mittelmeerwelt grundlegend veränderte.
Ammianus hat als Soldat unter den Kaisern Constantius II. und Julian gedient und viele der von ihm geschilderten Ereignisse selbst miterlebt. Obwohl er mehr als andere antike Geschichtsschreiber um Objektivität bemüht war, wird seine persönliche Sicht bisweilen recht deutlich. So beurteilte er etwa Constantius II. teilweise sehr negativ, während er von Julian ein ausgesprochen positives Bild zeichnete. Der überragende Wert seiner Res gestae für die Erforschung des 4. Jahrhunderts ist dennoch unbestritten.

## Das Römische Reich zur Zeit des Ammianus Marcellinus
Als Ammianus Marcellinus geboren wurde, herrschte Kaiser Konstantin bereits mehrere Jahre über das wiedervereinigte Imperium. Die Grenzen waren weitgehend gesichert, in seinen letzten Lebensmonaten bereitete Konstantin sogar einen Feldzug gegen das neupersische Sassanidenreich vor, den großen Rivalen Roms im Osten, der nur durch seinen Tod am 22. Mai 337 nicht zustande kam.
Das Imperium Romanum war in der Regierungszeit Konstantins einem tiefgreifenden Wandel unterworfen, der von der modernen Forschung als konstantinische Wende bezeichnet wird: Das nur Jahre zuvor teils sehr blutig verfolgte Christentum wurde nun privilegiert und Ende des 4. Jahrhunderts durch Kaiser Theodosius I. faktisch zur Staatsreligion erhoben. Das Heidentum hingegen – ein allerdings sehr unscharfer Begriff, der ganz verschiedene religiöse Vorstellungen umfasste, von den Mysterienkulten, über die traditionellen römischen Kulte bis hin zu vom Neuplatonismus beeinflussten Strömungen – hatte zur Zeit des Theodosius bereits deutlich an Lebenskraft eingebüßt und wurde am Ende nur noch von einer immer kleiner werdenden Minderheit der Bevölkerung praktiziert. Auch das Kaisertum wurde immer stärker christlich geprägt, bis hin zur Vorstellung, dass der Kaiser Gottes Vizekönig auf Erden sei.
Mit der fortschreitenden Christianisierung von Staat und Gesellschaft waren aber auch Probleme ganz neuer Art verbunden, wie der Arianische Streit deutlich macht: Der alexandrinische Presbyter Arius hatte zu Beginn des 4. Jahrhunderts behauptet, Gott-Sohn sei nicht wesenseins mit Gott-Vater. Der Arianismus (der keine einheitliche Strömung darstellte, sondern in mehrere Einzelgruppierungen zerfiel) fand vor allem in Teilen des Ostens des Imperiums einen Nährboden, während er im Westen scharf verurteilt wurde. Die diesbezüglichen christologischen Streitigkeiten, also die Frage nach dem wahren Wesen Christi, banden erhebliche Energien und wurden mit Leidenschaft nicht nur von Theologen, sondern auch von breiten Bevölkerungsschichten ausgetragen. Kaiser Constantius II., der ab 353 uneingeschränkt über das Imperium herrschte, versuchte während seiner ganzen Regierungszeit vergeblich, ein für die gesamte Reichskirche einheitliches, arianisches Bekenntnis durchzusetzen.
Währenddessen nahm der Druck auf die Grenzen immer mehr zu. Im Osten herrschte seit 337/338 ein fast permanenter Kriegszustand. Wiederholt fielen die Perser in die römischen Orientprovinzen ein, während kaiserliche Offensiven glücklos blieben. Im Westen wurde derweil Gallien wiederholt von germanischen Plünderern verheert, da es im Inneren des Reiches zu Usurpationen wie der des Magnentius kam, worunter die Sicherung der Grenzen litt. Das Imperium konnte sich dennoch behaupten, wenn auch mit einiger Mühe. Ammianus hat viele dieser Ereignisse selbst miterlebt, diese in seinem Geschichtswerk verarbeitet und damit der Nachwelt ein Panorama einer Zeit hinterlassen, in der die Alte Welt einen Transformationsprozess begann, der schließlich das Ende der Antike einläutete.

## Leben
Über Ammianus’ Leben ist nur wenig bekannt, einiges erschließt sich jedoch aus seinem Werk. Er wurde um 330 in Syrien geboren, vielleicht in Antiochia am Orontes, einer der größten und bedeutendsten Städte des Imperiums, wo er zumindest längere Zeit lebte. Er stammte wahrscheinlich aus wohlhabender griechischer Familie und war offenbar sehr belesen. Seine Angabe, er sei nur ein miles (Soldat) gewesen, führt in die Irre: Vor allem im Bereich der lateinischen und griechischen Literatur scheint er gute Kenntnisse besessen zu haben, die auf eine kostspielige Ausbildung schließen lassen. Schon in jungen Jahren wurde Ammianus Offizier in der Armee und diente als Leibgardist (protector domesticus). In dieser Einheit dienten zwar teils auch altgediente Veteranen, vor allem aber junge Männer aus der Provinzelite. Als protector hatte Ammianus die Aufgabe, seinen Vorgesetzten, den Heermeister (magister militum) Ursicinus, persönlich zu begleiten und zu beschützen. Es wird vermutet, dass Ursicinus ein Förderer und Patron des Ammianus war.
354 begleitete Ammianus, damals nach eigener Aussage ein junger Mann, seinen Vorgesetzten nach Antiochia, wo er die Herrschaft des Caesar Constantius Gallus und seiner Frau Constantina miterlebte. 355 nahm er an der Mission zur Beseitigung des Usurpators Silvanus in Köln teil. Bis 357 hielt sich Ammianus in Ursicinus’ Gefolge in Gallien auf, wo zu dieser Zeit Julian, der Bruder des mittlerweile hingerichteten Gallus, als Unterkaiser (Caesar) regierte, den Ammianus später in seinem Geschichtswerk zum Helden stilisierte. Danach ging Ammianus mit Ursicinus wieder in den Osten des Reiches, wo er an den Kämpfen gegen den persischen König Schapur II. teilnahm. Während dieser Kämpfe kam es zu einem einschneidenden Erlebnis für Ammianus, als er den Persern, die 359 eine großangelegte Invasion der römischen Orientprovinzen unternahmen, während der Eroberung der römischen Festung Amida nur mit knapper Not als einer der wenigen Überlebenden entkam. Die Perser richteten unter den verbliebenen Römern ein Massaker an. Über die Belagerung und den Fall Amidas, damals eine der wichtigsten Festungen der römischen Orientverteidigung, berichtete Ammianus eingehend (19,1–8). Seine anschauliche Darstellung steht denen anderer großer antiker Geschichtsschreiber in nichts nach und wird zu den klassischen Schilderungen der römischen Historiographie gezählt. 360 wurde Ursicinus entlassen, Ammianus diente allerdings weiter in der Armee und nahm 363 an dem Perserfeldzug Julians teil, der in einem Fiasko endete.
363 schied Ammianus aus dem Heer aus und bereiste Griechenland, Thrakien und Ägypten. Wohl um 380 ging er nach Rom, wo er um 390/91 sein Geschichtswerk (Res gestae) verfasste; der genaue Titel seines Werkes ist jedoch nicht bekannt. Allerdings weiß man aus einem Brief des berühmten Rhetors Libanios, mit dem Ammianus vielleicht bekannt war, dass sich das Werk großer Beliebtheit erfreute. Es wurde in jüngerer Zeit bezweifelt, dass der Briefpartner des Libanios tatsächlich Ammianus war, wofür aber einiges spricht. Vermutungen, Ammianus sei vielleicht sogar in den Senat aufgenommen worden, lassen sich nicht beweisen, ebenso wenig wie sich genaueres über seine Beziehungen zu stadtrömisch-heidnischen Senatoren sagen lässt (siehe unten). Sein genaues Todesdatum ist unbekannt, als spätestes Datum gilt in der Forschung das Jahr 400, wenn auch oft der Zeitraum um 395 angenommen wird.

## Werk

### Der Aufbau derRes gestae

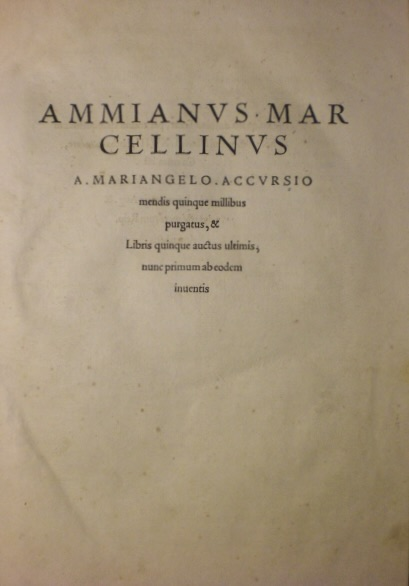
Titelseite der Ammianus-Ausgabe des Accursius (Augsburg 1533)

Das Werk des Ammianus Marcellinus behandelte nach seiner eigenen Aussage (Ammian 31,16,9, wo er sich auch als miles quondam et Graecus, als ehemaliger Soldat und Grieche bezeichnet, was auf seine militärische Erfahrung und sein kulturelles Verständnis hinweist) die Zeit vom Regierungsantritt des römischen Kaisers Nerva im Jahr 96 bis zur Schlacht von Adrianopel 378. Ein Teil der insgesamt 31 Bücher wurde bereits um 391 veröffentlicht, der Rest (ab Buch 26) folgte später, vielleicht um 394. Von ihnen sind nur die Bücher 14–31 erhalten geblieben, die den Zeitraum von 353 bis 378 abdecken, den Ammianus als Offizier der Garde und Augenzeuge mitverfolgt hat. Timothy D. Barnes stellte 1998 allerdings die interessante Hypothese auf, dass das Werk in Wirklichkeit in Hexaden gegliedert und 36 Bücher umfasst habe, wobei die erhaltenen Bücher eigentlich die Bücher 19 bis 36 darstellen würden.
Ammianus schrieb eine Mischung aus Kaiserbiografien und vor allem Reichsgeschichte: Der chronologischen Behandlung der Regierungszeit folgt eine knappe Charakterisierung des jeweiligen Kaisers, wobei jedoch zahlreiche Exkurse eingeschoben sind (siehe Abschnitt 3.3). Gerade die Charakterisierungen bilden einen nicht unwichtigen Teil des Werks. Sie sind sehr anschaulich verfasst und beurteilen die virtutes und vitia, die Tugenden und Laster der Herrscher. Während Ammianus die Geschichte von Nerva bis in die Zeit Julians offenbar nur sehr knapp behandelt hat, wird die Darstellung ab Buch 15 deutlich detaillierter. Die Ereignisse bis einschließlich Buch 25 sind chronologisch aufgebaut, ab Buch 26 tritt eine stärkere geografische Aufteilung ein. Ammianus knüpfte lose an Tacitus an und war bemüht, sich an den Vorsatz sine ira et studio („ohne Zorn und Eifer“) zu halten. Freilich war schon Tacitus keineswegs unparteiisch gewesen, ebenso wenig wie Ammianus, der diese Maxime zwar so ernst nahm wie kaum ein anderer antiker Historiker – kein Geringerer als der große Althistoriker Ronald Syme war mehr als bereit, ihm das zuzugestehen –, aber trotz seines auf Objektivität gerichteten Ansatzes durchaus auch recht subjektiv urteilte. Allerdings darf Tacitus’ Einfluss auf Ammianus nach Ansicht der neueren Forschung ohnehin nicht überbewertet werden (siehe unten).
Die erhaltenen Bücher lassen sich grob nach folgendem Schema ordnen:
- Buch 14–16: Der Fall des Constantius Gallus. Die Ernennung Julians zum Caesar in Gallien und seine ersten Erfolge dort.
- Buch 17–19: Julian sichert erfolgreich die Rheingrenze, Kaiser Constantius II. muss sich im Osten gegen die Perser behaupten.
- Buch 20–22: Julian wird in Gallien zum Augustus erhoben. Entwicklung bis zum Tod des Constantius und die Alleinherrschaft Julians bis Ende 362.
- Buch 23–25: Persienfeldzug und Tod Julians. Die kurze Herrschaft und der Tod Jovians (Ende Buch 25).
- Buch 26: Valentinian I. und Valens teilen sich die Herrschaft über das Imperium.
- Buch 27–30: Feldzüge Valentinians und Tod des Kaisers. Herrschaft des Valens im Osten.
- Buch 31: Hunneneinbruch, Flucht der Goten über die Donau und Aufnahme im Römischen Reich. Schlacht von Adrianopel.

Der Verlust der ersten 13 Bücher ist bedauerlich, da wir ansonsten über eine durchgehende Historiografie vom Ende des 1. bis zum Ende des 4. Jahrhunderts verfügen würden; dennoch ist der Wert des erhaltenen Teils unschätzbar. Vermutungen, Ammianus habe ein zweites Werk von ähnlichem Umfang verfasst, in dem er die Geschichte von Nerva bis Konstantin behandelte, womit die verlorenen Bücher 1–13 nur den Zeitraum von Konstantin bis 353 abgedeckt hätten, werden von der neueren Forschung verworfen.

### Die Quellen
In vielen Punkten existieren bezüglich der Frage, welche Quellen Ammianus benutzt hat, abweichende Forschungsmeinungen. Für seine Darstellung hat Ammianus, der selbst praktisch keine Angaben zu seinen Quellen macht, sicherlich unter anderem Inschriften und die Archive konsultiert, wahrscheinlich benutzte er auch Julians verloren gegangenes Büchlein (biblidion) über die Schlacht von Argentoratum, in dem Julian offenbar seinen Sieg gezielt aufwertete.
Problematisch und recht spekulativ ist die Frage, auf welche Quellen Ammianus sich in seinen ersten, heute verlorenen Bücher gestützt hat. Sehr wahrscheinlich benutzte er die Römische Geschichte des Cassius Dio (bis 229 reichend) sowie, wie intertextuelle Vergleiche zeigen, die Kaisergeschichte Herodians, die die Ereignisse von 180 bis 238 schilderte. Auch Dexippos, der eine bis 270 reichende Chronik und eine Geschichte der Germanenkriege seiner Zeit (Skythika) verfasste, käme als Quelle in Frage. Eventuell wurde auch das Werk des Eunapios von Sardes, der an Dexippos anschloss, von Ammianus herangezogen, doch ist dies umstritten.
Allerdings benutzte Ammianus wohl auch mehrere lateinische Werke. In Frage kommen unter anderem die für uns nur durch die Breviarien des 4. Jahrhunderts greifbare Enmannsche Kaisergeschichte (die mindestens bis in die Zeit Konstantins reichte, vielleicht sogar bis 357), die Caesares des Aurelius Victor, den Ammianus schätzte, sowie, obwohl sich Ammianus über ihn wenig schmeichelhaft äußert, Marius Maximus; letzterer verfasste eine Reihe von Kaiserbiografien von Nerva bis Elagabal. Eine immer wieder in der Forschung diskutierte Quelle stellen die (heute verlorenen) Annalen des Virius Nicomachus Flavianus dar. Es ist zwar unbekannt, ob die Annalen die Republik oder die Kaiserzeit behandelt haben, doch sprechen mehrere Indizien für letztere Annahme. Nach plausiblen Überlegungen der neueren Forschung wurde das Werk des Nicomachus Flavianus von mehreren nachfolgenden Geschichtsschreibern benutzt. Durch Vergleiche von Ammianus mit dem mittelbyzantinischen Historiker Johannes Zonaras lässt sich ableiten, dass hier teilweise eine gemeinsame Quelle vorlag, die, Zonaras wohl über die so genannte Leoquelle vermittelt, möglicherweise mit den Annalen zu identifizieren ist.
David Rohrbacher hat 2006 die Vermutung geäußert, dass sich Ammianus, der sein Werk in erster Linie der Zeitgeschichte gewidmet hat, für die weiter zurückliegende Zeit auf nur wenige Quellen gestützt habe, um so eine Brücke zwischen dem Ende der taciteischen Historien und seinem Geschichtswerk zu schlagen. Rohrbacher zufolge zog Ammianus hauptsächlich Marius Maximus und die Enmannsche Kaisergeschichte sowie teils eine weitere Quelle (Eunapios oder das Werk, das in der Leoquelle benutzt wurde) heran.
Ab Buch 15 stützte sich Ammianus jedenfalls nach eigenen Angaben vor allem auf seine eigenen Erfahrungen bzw. auf Berichte von Augenzeugen und zog andere Quellen wohl eher ergänzend hinzu. Diese communis opinio wurde jedoch von Bruno Bleckmann in Frage gestellt. Bleckmann nimmt vielmehr an, dass die Primärforschung bei Ammianus eine geringere Rolle gespielt hat als oft angenommen wird. Ähnlich hatte sich schon Walter Klein in einer einschlägigen Studie geäußert. Ammianus habe sich laut Bleckmann auch in den späteren Büchern (bzgl. Valentinian und Valens) recht stark auf literarische Quellen gestützt, wozu wohl sogar kirchengeschichtliches Material gehörte. Vor Bleckmann hat bereits Hanns Christof Brennecke die These aufgestellt, dass sich Ammianus durchaus auch auf christliche Quellen (eine heute verlorene „arianische“ Kirchengeschichte) gestützt hat. Die Frage, wie die Ähnlichkeiten in Ammianus und Zosimos bezüglich des Perserkriegs Julians zu erklären sind, ist noch immer nicht befriedigend beantwortet. Oft wird aber angenommen, dass beide sich auf Magnus von Karrhai gestützt haben.

### Die Exkurse
Bedeutend ist sein Werk nicht nur als eine der wichtigsten Quellen für die Völkerwanderung, sondern auch aufgrund der zahlreichen, für die antike, besonders griechische Historiografie typischen und nicht selten recht umfangreichen Exkurse, die die formale Struktur der Kaisergeschichte aufbrechen. Ammianus behandelt unter anderem Geographie, nicht immer fehlerfrei, Ethnographie, Naturgeschichte und das Militärwesen. Ammianus war dabei einer der wenigen antiken Historiker, die sich aus eigener Erfahrung auf militärischem Gebiet auskannten. Der formale Aufbau der Exkurse folgt fast immer dem gleichen Muster von Einleitung des Autors, Darstellung und Schluss. Bisweilen finden sich in den Exkursen selbst weitere speziellere kurze Exkurse, so etwa im Persienexkurs eine speziellere Ausführung zu den „Magiern“.
Die Exkurse, die in diesem Umfang in keinem anderen erhaltenen antiken Geschichtswerk (abgesehen von Herodot) vorkommen, umfassen ein beachtliches Spektrum ganz unterschiedlicher Themen: Der Leser erfährt einiges über das Persien der Sassaniden sowie über Germanen, Kelten (Gallier) und Hunnen. Ammianus’ Beurteilung der „Barbaren“, zu denen er die Perser nicht zählte, ist jedoch – der Tradition der antiken Historiografie, aber auch wohl seinen eigenen Einschätzungen Rechnung tragend – teils recht stereotyp. Die literarische Gestaltung von Wissenschaftsgeschichte, die in den Exkursen eine wichtige Rolle spielt, macht zu einem nicht geringen Teil den Reiz und den Wert des Werks aus. Dabei stützt sich Ammianus vor allem auf bekannte griechische Werke (teils vielleicht über Zwischenquellen bzw. Kompendien), zog aber auch lateinische Autoren heran (darunter wohl Sallust und Gaius Iulius Caesar). Die genauen Quellenvorlagen (neben eigenen Erfahrungen und mündlichen Berichten) sind im Einzelfall kaum mehr mit Sicherheit zu bestimmen, doch Ammianus erwähnt namentlich etwa Timagenes von Alexandria. Über die Quellen zu den geografischen Exkursen hat schon Theodor Mommsen einige grundlegende Überlegungen getätigt; er nahm als Quellen etwa Rufus Festus, ein Verzeichnis der Reichsprovinzen, die bekannte Geographike Hyphegesis des Ptolemaios und Timagenes an. Mommsens Überlegungen wurden freilich in Teilen von der modernen Forschung modifiziert oder korrigiert. Als ziemlich sicher kann wenigstens gelten, dass Ammianus nicht ausschließlich einer Quelle folgte, sondern mehrere Vorlagen nutzte. Teilweise fungieren die Exkurse als kleinere „Pausen“ bzw. „Orientierungshilfen“ für den Leser, bevor ein neuer Abschnitt beginnt. So diente der Exkurs bezüglich Belagerungsmaschinen wohl vor allem dazu, dem Leser Informationen zu geben, die für die nachfolgende Darstellung von Julians Persienfeldzug von Bedeutung sind.
In seinen Romexkursen beschreibt er das Leben und den Verfall der Sitten in Rom, zeigt aber gleichzeitig Ehrfurcht vor der ruhmreichen Vergangenheit der Stadt. Inwiefern dieses Bild in allen Details stimmig ist, ist fraglich; den von Ammianus beklagten Niedergang der Bildung etwa hat die moderne Forschung nicht konstatieren können. Bemerkenswert ist jedoch, dass er Konstantinopel übergeht.
Ammianus richtet sein Augenmerk aber auch auf andere Themen. So beschreibt er mehrere Provinzen (etwa Ägypten) oder berichtet beispielsweise über die Araber, das Gerichtswesen, die Verwaltungsstrukturen und über die ägyptischen Obelisken in Rom. Das Werk enthält auch eine detaillierte Schilderung eines Tsunamis, der am 21. Juli 365 die Küsten des östlichen Mittelmeers heimsuchte. Dabei beschreibt Ammianus genau die charakteristische Abfolge aus Erdbeben, spontanem Rückzug des Meers und urplötzlich heranrollender Riesenwelle. Gavin Kelly hat in diesem Zusammenhang die Hypothese aufgestellt, dass der Tsunami und seine Folgen als Metapher für den Zustand des Staates nach dem Tod Julians zu bewerten sei, der nun führungslos und dem Ansturm der Barbaren ausgesetzt sei – und alles bereits auf die kommende Katastrophe von Adrianopel 378 hinweise. In den letzten sechs Büchern fehlen die Exkurse in ihrer formalen Form fast völlig, allerdings hat Ammianus auch hier mehrere Zusätze eingeflochten, die etwa die Hunnen oder Thrakien behandeln.

### Die verlorenen Bücher und der Anfang des „zeitgeschichtlichen Teils“
Eine Rekonstruktion des Inhalts der verlorenen Bücher des Geschichtswerks ist höchst spekulativ. Dennoch finden sich im erhaltenen Teil des Werks einige wertvolle Hinweise. Timothy D. Barnes hat in seiner Analyse mehrere dieser Verweise herausgearbeitet, wo Ammianus etwa nach dem Muster vorgeht: „… wie ich bereits berichtete …“ u. ä. Schon die Tatsache, dass er sich darauf beruft, Ereignisse aus dem 2. Jahrhundert bereits im vorliegenden Werk behandelt zu haben, macht die teils angeführte „Zwei-Werke-Theorie“ (siehe oben) mehr als unwahrscheinlich. Offenbar hat Ammianus in den ersten Büchern nur eine sehr geraffte Schilderung der Ereignisse seit 96 n. Chr. geboten, um dann nach und nach detailliertere Ausführungen zu machen. John Matthews hat dazu die plausible Vermutung geäußert, dass die ersten Bücher nur als eine Art Einleitung für die von Ammianus selbst erlebte Zeit gedient haben. Aus den erhaltenen Partien lassen sich auch diverse Rückschlüsse ziehen, so etwa, dass er gegenüber Konstantin negativ eingestellt gewesen zu sein scheint. Dies belegt eine von ihm angesprochene (und in byzantinischen Quellen überlieferte) Episode, die sogenannten „Lügen des Metrodoros“.
Buch 14 setzt mit einer Schilderung des Sturzes des Constantius Gallus ein, der von seinem Verwandten, dem Kaiser Constantius II., als Caesar im Osten des Reiches eingesetzt worden war und der von Ammianus topisch in äußerst düsteren Farben beschrieben wird. Da Gallus einige schwerwiegende Fehler unterliefen und er zudem am Hof des Kaisers denunziert wurde, berief ihn Constantius schließlich ab und ließ ihn kurz darauf hinrichten. Constantina, die Frau des Gallus, wird bei Ammianus ähnlich topisch als „sterbliche Megäre“ hingestellt.
Mit Buch 15 beginnt, wie bereits erwähnt, der Teil des Werks, in dem Ammianus aus eigener Erfahrung und Anschauung detaillierter berichtet, als dies im gerafften ersten Teil der Fall war:
Bis hierher habe ich, soweit die Wahrheit zu erforschen war, sämtliche Ereignisse, die ich als Zeitgenosse miterleben oder durch eindringliche Nachfrage von Augenzeugen erfahren konnte, in der Reihenfolge der verschiedenen Begebenheiten zur Darstellung gebracht. Den weiteren Inhalt meines Werkes will ich nach besten Kräften noch sorgfältiger gestalten …
Die Komposition des Werks zielt nun bis Buch 26 auf das Wirken Julians ab (siehe unten), sein Tod sollte (so die traditionelle Forschungsmeinung) der Schlusspunkt des Werks sein. Zu Beginn des 26. Buchs äußert sich Ammianus dazu wie folgt:
Mit besonderer Sorgfalt haben wir die Reihe der Geschehnisse bis an die Grenze der unmittelbaren Vergangenheit verfolgt und waren dabei schon entschlossen, unseren Fuß von einem wohlbekannten Gebiet zurückzuziehen … Aus solchen Befürchtungen heraus haben auch einige Persönlichkeiten der früheren Zeit es abgelehnt, umfangreiche Untersuchungen über verschiedene Vorkommnisse noch zu ihren Lebzeiten zu veröffentlichen, wie auch Cicero … Wir wollen nun über die Unwissenheit des gemeinen Volkes hinwegsehen und mit der Darstellung der restlichen Ereignisse fortfahren!
Allerdings wurde in der neueren Forschung auch die Möglichkeit erwogen, dass das Werk von Beginn an 31 Bücher umfassen sollte und die Schilderungen ab Buch 26 als düstere Kontrastfolie zur Herrschaft Julians dienen sollte, den Ammianus offen bewunderte.

### Die Darstellung Constantius’ II. und des Perserkriegs
Ammianus ist die wichtigste Quelle für die Kämpfe des Imperiums mit dem Sassanidenreich unter Schapur II. Am Perserkrieg hat Ammianus selbst teilgenommen. Er schildert den Notenaustausch zwischen Rom und Persien im Jahr 358 und berichtet zuverlässig und eindringlich über die Invasion Schapurs im Jahr 359, die Belagerung und den Fall von Amida sowie später vom Persienfeldzug Julians 363. Dabei kritisiert Ammianus die Defensivstrategie des Kaisers Constantius II. und bevorzugt wohl eher das offensive Vorgehen Julians, obwohl Julians Persienfeldzug in einer Katastrophe endete und Constantius im Ergebnis die klügere Strategie verfolgt hatte.
In der neueren Forschung wird darauf hingewiesen, dass Ammianus – trotz der inhaltlichen Qualität seines Werks – bisweilen recht subjektiv urteilte, so in Bezug auf Constantius II., den Gegenspieler seines Helden Julian, der von Ammianus wohl zu Unrecht so schlecht beurteilt wird. Ein Grund dafür dürfte Ammianus’ Absicht gewesen sein, den Kontrast zum angeblich so vorbildlichen Julian zu verstärken (eine ähnliche Rolle kommt Gallus zu), wenngleich er auch jenen nie völlig kritiklos reflektiert (siehe folgenden Abschnitt). Doch auch bezüglich der Politik des Constantius war Ammianus’ Urteil nicht undifferenziert. Dabei ist auch zu bedenken, dass er mit einem Abstand von mehreren Jahren die Regierungszeit des Kaisers beurteilte und daher keine größere Rücksicht mehr walten lassen musste. Gerade die Furcht des Kaisers vor Verschwörungen und Usurpationen und sein teils übertrieben hartes Vorgehen erschienen Ammianus unangemessen. Er übt scharfe Kritik an Constantius’ Außenpolitik und tadelt die Einflussnahme der Kaiserin – womit er wohl vor allem Constantius’ zweite Frau Eusebia meint – und der Eunuchen am Hof. Auch die Bürgerkriege, die Constantius auszufechten hatte, werden von Ammianus kritisch bewertet. Andererseits lobte er Constantius durchaus, etwa bezüglich seiner Sparsamkeit und seiner Fürsorge für Staat und Militär. Dennoch wird jede Beurteilung dieses Kaisers durch Ammianus’ vorwiegend negative Sichtweise erschwert.

### Julian
Ammianus’ Held ist zweifellos der letzte heidnische Kaiser Julian, mit dessen Tod das Werk eigentlich enden sollte (siehe die oben angesprochene neue Einleitung). Auch wenn er teils Kritik an ihm übt, so stellt Ammianus ihn doch als einen vorbildlichen Kaiser dar, wobei er ihn an einigen Stellen etwas zu positiv zeichnet:
Julian darf wirklich unter die heldenhaften Gestalten gezählt werden, Ruhmestaten und damit verbundene Würden zeichneten ihn aus. Wenn nämlich nach den Annahmen der Weisen es vier Haupttugenden gibt, und zwar Mäßigkeit, Klugheit, Gerechtigkeit und Tapferkeit …, dann hat sie Julian insgesamt wie im Einzelnen mit angespanntem Eifer gepflegt.
Ammianus war Julian vielleicht bereits in Gallien begegnet, wo der junge Caesar im Auftrag des Kaisers Constantius II. erfolgreich gegen die Alamannen kämpfte und die Rheingrenze wieder gesichert hat. Bereits Julians Herrschaft in Gallien wird von Ammianus teils bewundernd beschrieben, zumal der Caesar hier auch einige große Erfolge feiern konnte, wie etwa die Rückeroberung Kölns von den Franken. Allerdings übergeht Ammianus dabei, dass das Verhältnis Julians zu den Heermeistern Ursicinus und Marcellus nicht das beste war.
Julians Erhebung zum Kaiser in Lutetia zu Beginn des Jahres 360, ausgelöst durch die Anordnung, seinem Vetter, dem Kaiser Constantius, Teile des gallischen Feldheeres für den Abwehrkampf gegen die Perser zur Verfügung zu stellen, wird von Ammianus als spontane Aktion der gallischen Legionen dargestellt. In Wahrheit handelte es sich dabei schlicht um eine Usurpation und vielleicht sogar um einen von Julian inszenierten Akt.
Nachdem Constantius Ende 361 verstorben war, konnte Julian ohne Widerstand den Thron besteigen. Ammianus berichtet, wohl nicht übertrieben, vom Arbeitseifer Julians. Ammianus war wohl auch mit dem religionspolitischen Kurs des Kaisers, der auf eine Bevorzugung der traditionellen Götterkulte hinauslief, zufrieden. Andererseits verurteilte Ammianus Julians Rhetorenedikt, welches Christen den Zugang zum Bildungswesen faktisch verbot. Ebenso konnte er Julians Aberglauben und seinem übertriebenen Opferwahn nichts abgewinnen. Dennoch hat Klaus Rosen zu Recht darauf hingewiesen, dass die zehn Bücher, die Ammianus Julian gewidmet hat (16–25), wie ein Berg aus dem Gesamtwerk herausragen. Breiten Raum gibt Ammianus dem Perserkrieg Julians, der in einer Katastrophe für die Römer endete, wobei der Höhepunkt die kunstvolle Beschreibung von Julians Tod in Buch 25 ist.

### Das Ende des Werks
Nach Julians Tod berichtet Ammianus am Ende von Buch 25 von der nur kurzen Regierungszeit Jovians, dem Frieden von 363 (den Ammianus als „Schmachfrieden“ ablehnt, wenngleich diese Bezeichnung der schwierigen Lage Jovians nicht gerecht wird) und schließlich in Buch 26 vom Beginn der Regierungszeit Valentinians I. und des Valens. Dabei reicht die Darstellung in den folgenden Büchern von den recht erfolgreichen Feldzügen Valentinians gegen die Germanen bis zur Niederwerfung eines Aufstandes in Africa durch Flavius Theodosius, den Vater des gleichnamigen Kaisers Theodosius I. Ebenso wird die Lage im Osten beschrieben, wobei Valens bei Ammianus nicht besonders gut abschneidet. Valentinian I. hingegen – den Ammianus kaum bewunderte – wird relativ günstig beurteilt, auch weil er auf militärischem Gebiet einige Erfolge zu verbuchen hatte, die Ammianus anerkannte. Teilweise dürfte auch die religiöse Toleranz Valentinians eine Rolle gespielt haben, vielleicht im Sinne eines Gegenpols zu Theodosius I., der jedoch ebenfalls keine regelrechte Heidenverfolgung betrieben hat. Dennoch schneiden beide Kaiser im Vergleich zu Julian nur wenig günstig ab.
Zuletzt schildert Ammianus in Buch 31 den Einfall der Hunnen, für den er die wichtigste Quelle ist, den Untergang des Greutungenreichs, die Flucht der Terwingen (der westlichen Goten) über die Donau und ihre Bitte um Aufnahme ins Reich. Den Schlusspunkt bilden der durch römisches Versagen ausgelöste Aufstand der Goten und die Schlacht von Adrianopel, in der nicht nur Valens fällt, sondern auch der Großteil der östlichen Hofarmee sein Ende findet. Die Niederlage wurde von Ammianus zweifellos als Katastrophe empfunden (siehe den folgenden Abschnitt).

### Historische und literaturgeschichtliche Einordnung
Ammianus war trotz seiner griechischen Herkunft ganz Römer und betonte die Einheit der griechisch-römischen Kultur. So nahm Rom als Symbol einen wichtigen Platz in seinem Werk ein: Rom war für Ammianus die Verkörperung der Reichsidee, das Reich wiederum Garant der griechisch-römischen Zivilisation. Ammianus berichtet von einer bewegten Zeit, unmittelbar vor Ausbruch der Völkerwanderung, der Rom letztlich vergeblich zu begegnen versuchte. Als Soldat muss sich Ammianus der Folgen des Eindringens immer weiterer Wellen von Barbaren bewusst gewesen sein, zumal er sah, dass die Grenzen des Imperiums vor dem Ansturm der Feinde immer unhaltbarer wurden. So verwundert es auch kaum, dass Ammianus gegenüber den Germanen, die sowohl für als auch gegen Rom kämpften, eher feindlich eingestellt ist, wenngleich die moderne Forschung die Völkerwanderung wesentlich differenzierter beurteilt. Aber auch hinsichtlich seiner eigenen Umwelt ist Ammianus nicht unkritisch, was seine schneidenden und teils satirischen (bisweilen aber auch fragwürdigen) Kommentare zu den Verhältnissen in Rom verraten. Wolfgang Seyfarth, der die derzeit grundlegende Textausgabe herausgegeben hat, äußerte sich wie folgt:
In der welthistorischen Schau gesehen, ist das Werk ein gewaltiger Schwanengesang, der den endgültigen Untergang des römischen Heidentums und der von ihm hervorgebrachten sittlichen Normen und gesellschaftlichen Formen begleitet. Jedoch bedeutete dieser Untergang des römischen Heidentums kein absolutes Ende, sondern viele dieser Normen gingen in neuer Form in die christliche Weltanschauung über, und das Christentum, das in seinen Grundzügen eine gewaltige revolutionäre Macht gegen das Römische Reich gewesen war, übernahm nun in immer größer werdendem Ausmaß die Verteidigung und die Umdeutung des römischen Wesens.
Ammianus trug sein Werk schließlich im Westen vor, wo es wohl auch von heidnischen Senatoren gehört wurde und viel Beifall fand. Dennoch ist er in letzter Instanz nicht unbedingt als ein Vorkämpfer für die alte Götterwelt zu sehen – zu beißend sind dafür manche seiner Bemerkungen, etwa hinsichtlich des verbreiteten Aberglaubens seiner Zeit und des Opferwahns eines Julian. Als er sein Werk abschloss, war der Weg Roms hin zu einem Imperium Romanum Christianum ohnehin bereitet – was Ammianus freilich nicht daran hinderte, das Leben Julians, dessen Scheitern er sehr wohl erkannte, in seinem Werk als Drama zu inszenieren.
Oft weist Ammianus auf die Schicksalsgöttin Fortuna hin, die das Auf und Ab von Glück und Unglück bestimme. Dabei stehen für Ammianus fortuna (Glück) und virtus (Tugend, Mut) wohl in einem direkten Verhältnis zueinander. Das Werk ist von einer recht starken pessimistischen Zukunftshaltung geprägt, ohne allerdings die Hoffnung auf bessere Zeiten aufzugeben und fatalistisch zu resignieren: Als Ammianus sein Werk mit der Schlacht von Adrianopel enden ließ, wird in den Schlussbemerkungen deutlich, dass er noch nicht alles verloren gibt. Zwar vergleicht er die Niederlage mit der bei Cannae im Zweiten Punischen Krieg – aber auf diese folgte schließlich doch noch der Triumph der Römer. Unter Theodosius I., in dessen Regierungszeit Ammianus schrieb, schien sich die Lage tatsächlich noch einmal zu stabilisieren; wenigstens die Gotengefahr war für den Moment gebannt. Die nachfolgende Entwicklung im 5. Jahrhundert, die zur Etablierung germanischer Reiche auf dem Boden des Imperiums führte, war so noch nicht abzusehen.
Ammianus verfasste sein Werk wohl auch deshalb in lateinischer Sprache, weil er an Tacitus anknüpfen wollte. Doch können noch andere Erwägungen eine Rolle gespielt haben. So hatte zu Ammianus’ Zeit das Lateinische im Osten stark an Boden gewonnen, während die Kenntnis der griechischen Sprache im Westen seit der hohen Kaiserzeit rückläufig war; er selbst wird Latein spätestens während seiner Militärlaufbahn erlernt haben. Vielleicht war Ammianus’ Entscheidung auch durch das Publikum bedingt, zumal durch das Werk deutlich wurde, wie sehr ein Grieche sein kulturelles Erbe bewahren und sich doch gleichzeitig als Römer fühlen konnte. Letztlich sollte dem „westlichen Publikum“ wohl außerdem die Persönlichkeit Julians, der eher Grieche als Römer war, nähergebracht werden.
Ammianus’ Werk ist (neben den Werken Prokops, der sich ebenfalls als Römer sah, allerdings auf Griechisch schrieb) die beste historiografische Quelle für die Spätantike und kann sich durchaus mit den anderen großen Geschichtswerken der Antike messen. Dies ist besonders hervorzuheben, da die lateinische Geschichtsschreibung nach Tacitus (sofern man dies anhand der sehr fragmentarischen Überlieferung beurteilen kann) abgeflacht war und durch das genos der Biographie (beginnend mit Sueton) praktisch verdrängt worden war – man vergleiche nur das Werk des Ammianus mit den Caesares des Aurelius Victor oder dem Breviarium Eutrops, die alle vor Ammianus schrieben und nur äußerst knappe Geschichtsabrisse verfassten. Dagegen hatte die Tradition der klassischen Historiografie vor allem im von der griechischen Kultur geprägten Ostteil des Reiches fortbestanden. Zu nennen sind nur Cassius Dio oder Dexippos, dessen Werk allerdings weitgehend verloren ist. Es ist sicherlich kein Zufall, dass sowohl Ammianus als auch der bedeutendste Dichter der Spätantike, Claudian, aus dem Osten stammten und die dort vorhandenen literarischen Impulse aufnahmen. Das Werk des Ammianus stellt das letzte bedeutende lateinische Geschichtswerk der Antike dar; die nachfolgenden, in Latein abgefassten Werke klassischer Tradition aus dem 5. und 6. Jahrhundert (etwa von Sulpicius Alexander, Renatus Profuturus Frigeridus und Quintus Aurelius Memmius Symmachus) sind uns nicht mehr erhalten und entziehen sich daher einer Würdigung.
Aufgrund der Anknüpfung an das Werk des Tacitus wurde bisweilen vermutet, Ammianus sehe sich als dessen Nachfolger an; allerdings darf Tacitus’ Einfluss nicht überbewertet werden. Tatsächlich bietet zunächst nur der von Ammianus angegebene Darstellungszeitraum konkreten Anlass für einen Vergleich mit Tacitus, denn im Werk selbst spielt Ammianus viel eher auf andere Schriftsteller an. John Matthews hat in seiner ausführlichen Darstellung vor vorschnellen Urteilen gewarnt; viel eher könne man – neben Thukydides und Polybios, deren Einfluss in den Res gestae deutlich feststellbar ist – Sallust, den ersten bedeutenden Historiker Roms, als Vorbild für die Schilderungen bei Ammianus ansehen. Auch Petra Riedl hat in einer vergleichenden Untersuchung eher auf die allgemeinen Gemeinsamkeiten in den Werken des Tacitus und des Ammianus verwiesen, die im Kontext der antiken Historiografie zu sehen sind, denn Ammianus schloss nach über 250 Jahren wieder an die klassische Form der römischen Historiografie an, für die Tacitus stand. Zur senatorischen Geschichtsschreibung im engeren Sinne ist das Werk des Ammianus zwar nicht zu zählen, doch gibt es durchaus Verbindendes.
Allerdings ist Ammianus’ Werk mit Gräzismen gespickt, oft tritt auch der künstliche Stil der Spätantike deutlich hervor. Äußerst ungewöhnlich sind etwa manche Wortstellungen, so dass bisweilen der genaue Sinn nur schwer zu ergründen ist. Ammianus schöpfte dabei ganz aus einer geschaffenen lateinischen Kunstsprache und verwendet einen stark akzentuierenden Prosarhythmus (cursus planus, cursus tardus und cursus velox, siehe Cursus (Rhythmik)), der bereits auf die mittelalterliche Kunstprosa hinweist. Zudem fallen die so genannten „Wir-Berichte“ aus dem typischen Rahmen der antiken Historiografie und sind wohl auf die volkstümlich-griechische Erzählkunst zurückzuführen.
Ammianus schreibt sehr anschaulich, beschränkt sich in der Regel auf das Wesentliche und verwendet häufig exempla (Beispiele) und Anekdoten, um seine Urteile zu illustrieren. Frank Wittchow beschreibt Ammianus’ Erzähltechnik daher als exemplarisches Erzählen. Der Althistoriker Roger Blockley erklärt sogar, dass das Ausmaß und die Spannweite der von Ammianus benutzten exempla in der überlieferten (antiken) lateinisch-historischen Literatur unübertroffen ist. Dies wird besonders in den Julian gewidmeten Büchern deutlich, wo der Kaiser in Anlehnung an die bereits damals idealisierten Kaiser des 2. Jahrhunderts hochstilisiert wird. Ammianus will den Leser mit seiner Rhetorik davon überzeugen, seine Sicht der Dinge zu teilen, was ein typisches Merkmal der antiken Historiographie ist (siehe unten) – ohne dabei aber vom Anspruch auf grundsätzliche Wahrhaftigkeit abzurücken. Gleichzeitig sollen die dem Kaiser zugeschriebenen Tugenden aber auch erzieherisch auf den Leser wirken, denn Ammianus sieht vor allem im Versagen von Individuen den Hauptgrund für den von ihm konstatierten Niedergang des Imperiums im späten 4. Jahrhundert. Auffällig ist, dass Ammianus das Stilmittel der Rede, ansonsten eines der Hauptmerkmale antiker Historiografie, nur sehr sparsam einsetzt, dafür sind diese jedoch kunstvoll (aber gleichzeitig frei) gestaltet. In seinem Werk spielt Ammianus auch immer wieder auf andere literarische Werke an, was seine umfassende Bildung und sein Interesse an ganz verschiedenartigen Themen belegt (etwa an Geschichte oder dem Gerichtswesen), was sich auch in den Exkursen niederschlägt. Seiner großen Belesenheit (er kennt neben anderen Platon, Cicero, Titus Livius, Sallust und die meisten Werke des Tacitus) wie auch der Verschiedenartigkeit der von ihm benutzten Quellen ist wohl die Vielfältigkeit der Darstellung zu verdanken. Allgemein finden sich zahlreiche Anspielungen auf andere literarische Werke, wie Gavin Kelly überzeugend durch eine stark intertextuell geprägte Analyse nachgewiesen hat.

### Ammianus’ Verhältnis zu Christentum und Heidentum
Ammianus war zwar Heide, begegnete dem Christentum aber mit demonstrativer Toleranz, da er beispielsweise die Armenversorgung und die moralischen Werte durchaus anerkannte. Gleichzeitig beschrieb er auch die negativen Seiten, wie die blutigen Kämpfe um die Bischofswürde in Rom zwischen Damasus I. und Ursinus sowie die Verweltlichung und Verschwendungssucht der Bischöfe. Anders als viele heidnische Historiker ignorierte er die Kirche also nicht, sondern scheint vielleicht sogar ein gewisses Interesse am christlichen Glauben gehabt zu haben. Gelegentlich wird ihm sogar eine „neutrale monotheistische Haltung“ unterstellt. Manche Forscher (etwa Timothy D. Barnes) interpretieren Ammianus’ Verhältnis zum Christentum aber auch deutlich negativer. Bemerkenswert ist, dass Ammianus etwa bezüglich Julians Tod nicht den Bericht vieler heidnischer Autoren wiedergibt, wonach der Kaiser von einem Christen aus dem eigenen Heer ermordet worden sei; Ammianus, der den Perserkrieg selbst mitgemacht hatte, gab überhaupt wenig auf Gerüchte. Interessant ist jedoch die Deutung von Barnes bezüglich der von Ammianus überlieferten Episode, wonach der christliche Bischof der Stadt Bezabde den Persern hochverräterisch einen schwachen Punkt in den Verteidigungsanlagen gezeigt haben soll. Ammianus betont zwar, dass er dem Gerücht keinen Glauben schenke, doch ist dies nach Barnes nur ein Stilmittel, um ein Gerücht zu streuen, ohne selbst dafür Verantwortung zu übernehmen.
Insgesamt ist die religiöse Einstellung Ammians, der sich auch sehr für Philosophie interessierte, aber nur schwer zu beurteilen. Ohnehin sollte beachtet werden, dass in der Spätantike „religiöse Pendelbewegungen“ keine Seltenheit waren, zumal oft zwischen Religion und Philosophie kaum unterschieden wurde.
Nach seiner Ankunft in Rom stand Ammianus möglicherweise auch mit den dortigen heidnisch-senatorischen Kreisen in Verbindung, deren einflussreichste Vertreter der bereits oben erwähnte Nicomachus Flavianus sowie Quintus Aurelius Symmachus (und bis zu seinem Tod Vettius Agorius Praetextatus) waren. Wenn solche Kontakte bestanden haben, dann aber vermutlich nur indirekt, während direkte persönliche Kontakte eher unwahrscheinlich sind. Es gibt sogar Forscher (zum Beispiel Alan Cameron), die jeden Kontakt Ammianus’ zu stadtrömisch-senatorischen Kreisen bestreiten. Genaueres lässt sich folglich kaum sagen, aber vielleicht ist Ammianus durch seinen Romaufenthalt noch zusätzlich dazu angeregt worden, ein Geschichtswerk mit Julian im Mittelpunkt zu verfassen, wenn dies auch letztlich Spekulation bleibt. In vielen Punkten folgte er dabei der antiken historiografischen Tradition, die eben heidnisch geprägt war. Ein religiöser Eiferer war Ammianus jedenfalls nicht: Er forderte Toleranz von beiden Seiten.

### Bewertung
Antike Historiographie nur nach modernen Maßstäben zu beurteilen, würde ihr kaum gerecht, da den antiken Historikern etwa die Methodik der kritischen Quellenreflexion eher fremd war; dass antike Geschichtsschreiber ihre Quellen nennen, ist die Ausnahme. Sie legten dafür mehr Wert auf die prosaische Qualität ihres Werkes und wollten dem Leser zugleich ihre – freilich auch der Wahrheit verpflichtete (wenngleich nicht selten auch nur als topisches Motiv verstanden) – Sicht der Dinge näher bringen. Auf die Kritik der modernen Forschung am „Constantiusbild“, das die Res gestae vermitteln, wurde bereits eingegangen. Aber auch Jovian und Valens werden nie mit der gleichen Sympathie dargestellt, die Ammianus Julian entgegenbrachte – im Gegenteil: Beide werden eher negativ geschildert und dienen somit als Kontrastbild zur Person Julians, wobei gerade gegenüber Jovian die neuere Forschung, entgegen der Darstellung in den Res gestae, teils eine andere Haltung als Ammianus einnimmt.
Dennoch ist Ammianus in der Regel ein scharfer Beobachter, seine „Analyse“ wird oft auch von anderen Quellen gedeckt. Schon der englische Historiker Edward Gibbon hat ihn daher hoch geschätzt. Ammianus’ Sicht der Dinge hat die moderne Forschung ähnlich wie Thukydides und Polybios, in deren Tradition er sich sah, stark geprägt. Entgegen der insgesamt sehr positiven Sichtweise der Res gestae in der Forschung – man ziehe nur die Äußerungen von Arnold Hugh Martin Jones (Ammianus is also a great historian, a man of penetrating intelligence and of remarkable fairness), Ronald Syme, der Ammianus sogar als (literarischen) „Erben des Tacitus“ ansah, oder allgemein das Standardwerk von John Matthews heran –, spricht Timothy D. Barnes von einem teilweise ungerecht urteilenden Ammianus, den man seiner Meinung nach nicht mit Tacitus, sondern mit Thomas Babington Macaulay vergleichen sollte. Manche von Barnes’ Ansichten entsprechen zwar nicht der communis opinio, sind in vielerlei Weise jedoch interessant. Insgesamt ist der Wert von Ammianus’ Darstellung auch für Barnes unbestritten, jedoch nicht als Geschichtswerk, sondern vielmehr als literarisches Werk:
Ammianus has secured a permanent place in the select group of really great historians precisely because, like Macauley’s History of England, his Res Gestae exhibit the creative and imaginative powers of a novelist.
Auch wenn manche von Barnes’ Thesen problematisch sind, gerade was seine Zweifel an der Objektivität Ammianus’ angeht – die dieser an vielen Stelle durchaus beweist –, so verdeutlichen sie doch die noch immer gegebene Vielfalt von Interpretationsmöglichkeiten bezüglich der Res gestae und des Historikers Ammianus. Diesen charakterisierte Arnaldo Momigliano, einer der besten Kenner der antiken Geschichtsschreibung, einst als lonely historian, um so dessen Außenseiterstellung in jener Zeit deutlich zu machen. Unzweifelhaft bleibt Ammianus die mit weitem Abstand zuverlässigste Quelle für das 4. Jahrhundert. Wo seine Darstellung abbricht, muss der weitere Geschichtsverlauf für die nächsten Jahrzehnte durch Quellen rekonstruiert werden, die Ammianus’ Qualität bei weitem nicht erreichen (siehe beispielsweise Zosimos). In einem Fachlexikon zur Spätantike wird im Artikel zu Ammianus sogar die These aufgestellt, dass, hätte Ammianus sein Werk in klassischem Latein verfasst, er vielleicht sogar als der größte römische Historiker angesehen werden würde. Sicherlich hat jedoch das Urteil von Klaus Rosen Gültigkeit:
Hätten wir die ›Res gestae‹ nicht, so wüßten wir auch wesentlich weniger von den Verhältnissen, die im vierten Jahrhundert jenseits des Orbis Romanus geherrscht haben. Für die beiden bedeutendsten Gegner Roms, die Perser und die Germanen, gibt es in der Zeit keine Quelle, die reichhaltiger und dank der Autopsie des Verfassers zuverlässiger wäre.

### Überlieferungsgeschichte

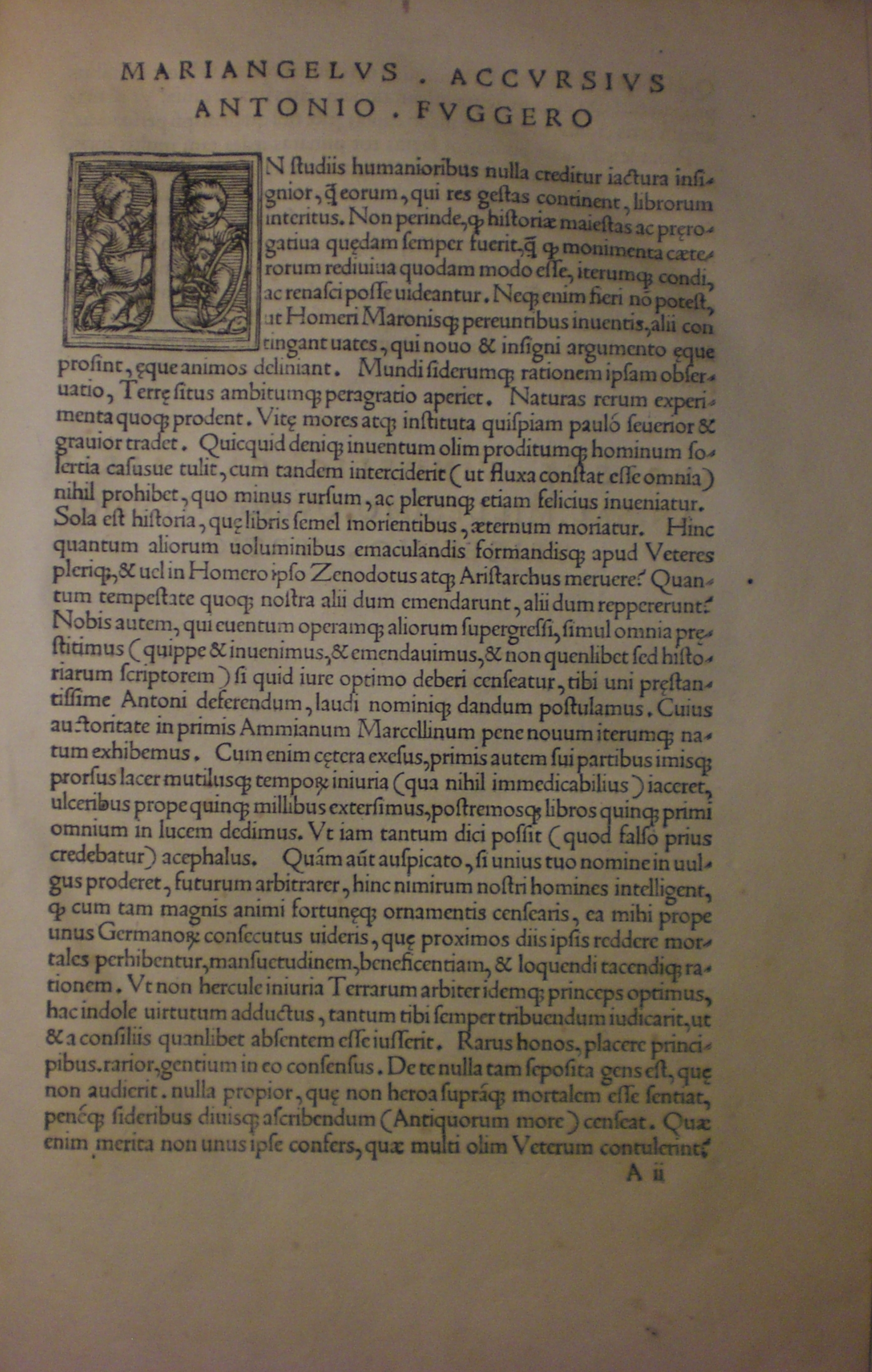
S. 3 der Ammianus-Ausgabe des Accursius. Diese Seite enthält die Widmung an den Augsburger Kaufmann und Bankier Anton Fugger.

Das Werk des Ammianus genoss bereits zu seinen Lebzeiten großes Ansehen, wurde aber später (wohl auch aufgrund des nicht unkomplizierten Stils) recht wenig genutzt und ging in der Folgezeit wie so viele Werke unter, wenngleich es vielleicht von Sulpicius Alexander fortgesetzt wurde. Nur der bekannte lateinische Grammatiker Priscian im 6. Jahrhundert scheint noch Kenntnis von dem Werk gehabt zu haben. Es wurde erst in der Renaissance neu aufgelegt: Poggio Bracciolini entdeckte 1417 den Text des Codex Fuldensis (siehe unten).
Die Überlieferungsgeschichte ist sehr problematisch: Die einzige vollständig erhaltene Handschrift, die jedoch nur den Inhalt der Bücher 14 bis 31 wiedergibt, ist der Codex Fuldensis aus dem Kloster Fulda (der sich nun im Vatikan befindet: Vaticanus Latinus 1873). Dieser basiert auf dem Codex Hersfeldensis, der wohl im 9. (oder auch erst 10.) Jahrhundert im Kloster Hersfeld entstand und von dem die gesamte Überlieferung abhängt. Bis auf sechs Seiten und Fragmente ist der Codex Hersfeldensis völlig verloren gegangen, so dass man vor allem auf den Text der Fuldaer Handschrift angewiesen ist. Außerdem existiert eine Abschrift des Vaticanus Lat 1873 durch Niccolò Niccoli aus dem 15. Jahrhundert. Die Bücher 14–26 wurden 1474 von Sabinus Angelus in Rom (editio princeps) und von Johannes Frobenius 1518 in Basel herausgegeben. Die Ausgabe der Bücher 14–31 von Mariangelus Accursius (Augsburg 1533) enthält als erste auch die Bücher 27–31. Eine (allerdings nicht ganz korrekte) Edition der Res gestae von Sigismund Gelenius aus demselben Jahr basiert auf dem Codex Hersfeldensis und ist daher von Wichtigkeit bei der Rekonstruktion des Textes, wobei diese durch einige Korruptelen und den teils schwierigen Stil Ammianus’ erschwert wird (siehe oben). Die heutige Standardedition des lateinischen Textes stammt von Wolfgang Seyfarth. Ein umfassender historisch-philologischer Kommentar ist mit dem Anfang 2018 veröffentlichten letzten Band vollendet.

## Ausgaben und Übersetzungen
- Ammiani Marcellini Rervm gestarvm libri qvi svpersvnt. Hrsg. von Wolfgang Seyfarth. Bibliotheca scriptorvm Graecorvm et Romanorvm Tevbneriana. Leipzig 1978 (Textausgabe).
- Ammianus Marcellinus: Das römische Weltreich vor dem Untergang. Übersetzt von Otto Veh, eingeleitet und erläutert von Gerhard Wirth. Artemis-Verlag, München/Zürich 1974, ISBN 3-7608-3514-7 (Übersetzung).
- Ammianus Marcellinus: Römische Geschichte. Lateinisch und Deutsch und mit einem Kommentar versehen von Wolfgang Seyfarth. 4 Bände, Akademie Verlag, Berlin 1968–1971 (Schriften und Quellen der Alten Welt 21, 1–4; Textausgabe mit Übersetzung).
- Ammianus Marcellinus. Hrsg. und übersetzt von John C. Rolfe. Loeb Classical Library, 3 Bände, London/Cambridge, Mass. 1935–1939 und Nachdrucke (lateinischer Text mit engl. Übersetzung; online bei LacusCurtius).